# Лившин, Семён Адамович
Семён Адамович Лившин (9 января 1940, Тирасполь — 17 января 2019, Сан-Диего) — русско-американский писатель

-юморист

, сценарист, игрок КВН.

## Биография
Окончил Одесский инженерно-строительный институт, недолгое время работал по специальности. Одновременно со студенческих лет и вплоть до 1970 г. участник одесской команды КВН. Начал публиковать в городских изданиях юмористические миниатюры, с 1969 г. заведовал разделом юмора в газете «Комсомольская искра». С 1971 г. работал в газете «Вечерняя Одесса».
С 1986 г. жил и работал в Москве, первоначально как фельетонист газеты «Известия». В 1991 г. возглавил в качестве главного редактора журнал «Магазин Жванецкого». В 1993 г. эмигрировал в США.

## Творчество
Опубликовал книги иронической прозы «К Норд-Весту от Зюйд-Оста» (Одесса, 1982), «Поговорим о странностях любви» (Москва, 1988), «Дерибасовская — угол Монмартра» (Москва, 2011), «Между нами, классиками…» (Москва, 2013), сборники пародий «Аривидерчи — значит Чао!» (Москва, 1986, Библиотечка «Крокодила») и «Дама с собачкой Баскервилей» (Москва, 2005).
В 1975—1992 гг. выступал как сценарист киноальманаха «Фитиль». Написал также сценарий кинофильма «Белая кость» (1988).

## Семья
Дочь — филолог и поэт Ольга Лившина (род. 1978).